# Mongolyn Ündesnij Olon Nijtijn Radio Telewidz
Mongolyn Ündesnij Olon Nijtijn Radio Telewidz (ang. Mongolian National Broadcaster – MNB; mong. Монголын Үндэсний Олон Нийтийн Радио Телевиз) – publiczny nadawca telewizyjny i radiowy w Mongolii. Powstał w 1931 roku. W 1967 r. rozpoczął nadawanie telewizji.